# BORN TO BE FREE (X JAPANの曲)
「BORN TO BE FREE」（ボーントゥービーフリー）は、日本のロックバンドX JAPANのデジタル・シングル。

## 概要
2016年3月発売予定だったアルバム(現在発売時期は未定)の収録曲として製作された。前作「JADE」配信から約4年ぶりのデジタルシングル。2015年公開の映画『ラスト・ナイツ』のCMテーマソングに起用された。
リーダーのYOSHIKIは、「『BORN TO BE FREE』を作曲し始めたとき、この曲はX JAPANにとって、とてもスペシャルな曲になると確信しました。この曲を通して、聴いてもらう人にそれぞれご自身のストーリーを重ねていただけたらうれしいです。誰もが自由という名の下に生まれ、無限大の夢に向かって生きることができると思っています」とコメントしている。
ボーカルのToshlはこの原曲を初めて聴いた時、これまで凄惨な洗脳を受けていたホームオブハートから脱出してきた直後で心身共に相当なダメージを負っていたので、X JAPANをはじめ、歌そのものを辞める決意を固めていたが、YOSHIKIからこの曲を初めて聴かされた時にとても感動して辞める事を思いとどまった。
2010年の日本公演『X JAPAN WORLD TOUR Live in YOKOHAMA 超強行突破 七転八起 〜世界に向かって〜』で、一部の歌詞やアレンジが異なる形で初演奏された。
2015年第66回NHK紅白歌合戦に、18年ぶりに出場。「Forever Love」と「BORN TO BE FREE」が、『紅白スペシャルメドレー 〜We are X !〜』として演奏された。
YOSHIKIの監督によってMVが撮影されているが、現在発表はされていない。